# Tabaksweiher
Der Tabaksweiher (auch: Tabaksmühlenweiher) ist ein Weiher in Saarbrücken-Sankt Arnual.

## Lage
Der Weiher liegt im Stadtteil Sankt Arnual zu Beginn des Naherholungsgebiets Almet mit Kleingärten und Pferdekoppeln.

## Geschichte
Der Weiher wurde etwa 1600 in seiner heutigen Form angelegt. Er ging aus dem untersten Weiher von ehemals zwei Weihern hervor. 1831 wurde die Tabaksmühle, in der bis 1860 Schnupftabak produziert wurde, errichtet. Das Gebäude diente danach als Wohnhaus und seit 1920 als Gaststätte.

## Freizeitmöglichkeiten
Der Weiher kann umwandert werden, der kurze nordöstliche Teil wird von der Terrasse des Restaurants Tabaksmühle belegt.